# Fîntîna Albă, Edineț
Fîntîna Albă este un sat din cadrul comunei Parcova din raionul Edineț, Republica Moldova

## Demografie

### Structura etnică
Structura etnică a satului conform recensământului populației din 2004:
| Grup etnic         | Populație | % Procentaj |
| ------------------ | --------- | ----------- |
| Moldoveni / Români | 792       | 98,27%      |
| Ucraineni          | 10        | 1,24%       |
| Ruși               | 3         | 0,37%       |
| Alții              | 1         | 0,12%       |
| Total              | 806       | 100%        |